# Omul care a văzut moartea
Omul care a văzut moartea este o piesă de teatru a autorului român Victor Eftimiu. Este una dintre cele mai jucate piese ale lui Eftimiu.

## Prezentare
Acțiunea are loc într-un oraș de provincie, în perioada interbelică, înainte de alegerile comunale. Alexandru Filimon salvează de la sinucidere prin înec un tânăr vagabond, lucru care îi mărește foarte mult șansele de a câștiga alegerile de primar. Dar totul este o farsă, iar curând vagabondul reapare deghizat, în haine noi, ca nepotul din Moldova al lui Alexandru Filimon. Domnul Leon intră în conflict cu Alexandru Filimon deoarece și el vizează postul de primar. Încurcăturile se țin lanț, mai ales că Alice Filimon, fiica lui Alexandru Filimon își dorește să se mărite cu George, fiul domnului Leon.

## Personaje
- Alexandru Filimon
- Raluca Filimon, soția lui Alexandru Filimon
- Domnul Leon
- Alice Filimon, fiica lui Alexandru Filimon
- George, fiul domnului Leon
- Vagabondul
- Servitoarea

## Ecranizări
- Omul care a văzut moartea - Teatru TV TVR 1980  Actori: Petre Gheorghiu, Florin Zamfirescu, Coca Andronescu, Mișu Fotino, Mihai Dinvale. Scenograf: Edwiga Adelman. Costume: Lia Manțoc. Regizor: Olimpia Arghir

## Teatru radiofonic
- Omul care a văzut moartea - adaptare radiofonică de Radu Beligan, cu Radu Beligan, Grigore Vasiliu Birlic, Silvia Dumitrescu-Timică, Horia Șerbănescu și Eugenia Popovici.